# Emmanuel Mounier

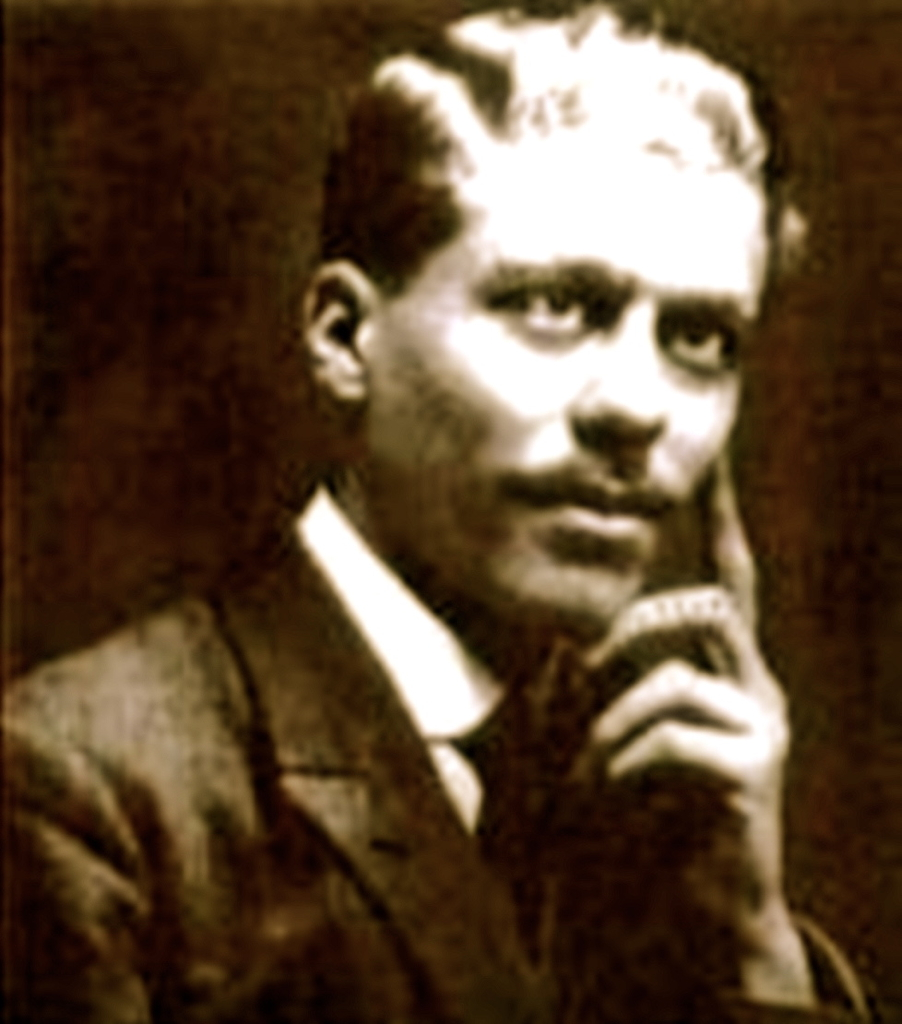

Emmanuel Mounier (ur. 1 kwietnia 1905 w Grenoble, zm. 22 marca 1950 w Châtenay-Malabry pod Paryżem) – francuski filozof personalista, działacz społeczny, publicysta i krytyk literacki. Założyciel i redaktor naczelny czasopisma "Esprit", animator ruchu intelektualistów o tej samej nazwie. Propagator personalizmu wspólnotowego.

## Życiorys
Urodził się w Grenoble w wybitnie katolickiej rodzinie miejscowego aptekarza. Po przerwaniu studiów medycznych, na które wstąpił zgodnie z wolą ojca, zaczął studiować filozofię na uniwersytecie w Grenoble pod kierunkiem Jacques’a Chevaliera, ucznia Henriego Bergsona. Od 1927 Mounier kontynuował studia filozoficzne na Sorbonie. Jego przyjaciółmi byli m.in. Jacques Maritain, Jean Daniélou, Nikołaj Bierdiajew i Gabriel Marcel.
W 1932 założył miesięcznik „Esprit”, z którym była związana cała jego późniejsza działalność społeczna i publicystyczna. W latach 1933–1939 nauczał we francuskim gimnazjum w Brukseli. W 1935 ożenił się z Paulette Leclercq i przeniósł się do Brukseli. Małżonkom urodziły się trzy córki. We wrześniu 1939 zaciągnął się do strzelców alpejskich. Po klęsce Francji w 1940 trzy tygodnie przebywał w niemieckiej niewoli. W 1942 aresztowany i uwięziony przez reżim Vichy z powodu współpracy z ruchem oporu. Po wojnie wrócił do Paryża i zorganizował w Chatenay pod Paryżem dom miesięcznika „Esprit”. Wiele podróżował, w 1946 odwiedził Polskę. Zmarł nagle w nocy z 22 na 23 marca 1950 r. na atak serca.
Był jednym z czołowych przedstawicieli lewicy katolickiej, twórcą nurtu w personalizmie katolickim, zw. personalizmem otwartym. Wychodząc od twierdzenia o istnieniu osób wolnych i twórczych, krytykował zarówno totalitaryzm, jak indywidualizm; sądząc, że osoba istnieje tylko w ramach stosunków społecznych, gdzie otrzymuje powołanie moralne. Krytykował cywilizację konsumpcyjną i egzystencjalistyczny „prymat osoby”, podkreślając potrzebę otwartości wobec drugiego człowieka.
Autor wielu książek i artykułów, których wybory ukazały się w przekładach polskich pt. Co to jest personalizm (1960, tłum. Anna Turowiczowa), Wprowadzenie do egzystencjalizmów (1964), Chrześcijaństwo i pojęcie postępu (1968). Sformułował pojęcie humanizacji ekonomii.